# Insalata di papaya verde
L'insalata di papaya verde è un contorno speziato a base di papaya acerba tagliata a julienne e pestata in un mortaio con altri ingredienti. Piatto tradizionale della cucina laotiana,, viene chiamata tam maak hoong (lao: ຕໍາໝາກຫຸ່ງ, letteralmente papaya pestata) sia in Laos che nella Thailandia del Nordest, regione che fece parte dei territori laotiani fino alla seconda metà del Settecento. Nel resto della Thailandia prende il nome som tam (in thai: ส้มตำ, letteralmente aspro pestato). Diffusa anche in altri paesi del Sud-est asiatico, viene chiamata in Cambogia bok l'hong (in khmer: បុកល្ហុង) e in Vietnam gỏi đu đủ.
Il piatto combina diversi gusti e aspetti che caratterizzano i cibi, l'aspro della papaya acerba e del lime, il piccante del peperoncino, il salato e il saporito della salsa di pesce, il croccante della papaya acerba e il dolce dello zucchero di palma. La som tam thailandese è stata inserita al 46º posto nella lista dei 50 piatti più deliziosi al mondo nel 2011 dalla rubrica Go della CNN, posizione confermata nella lista del 2018 di CNN Travel.

## Origine
L'insalata di papaya ha la sua origine in Laos e, a detta dei laotiani, fu introdotta in Thailandia Centrale da emigranti laotiani o del Nordest che cercavano lavoro a Bangkok.

## Preparazione

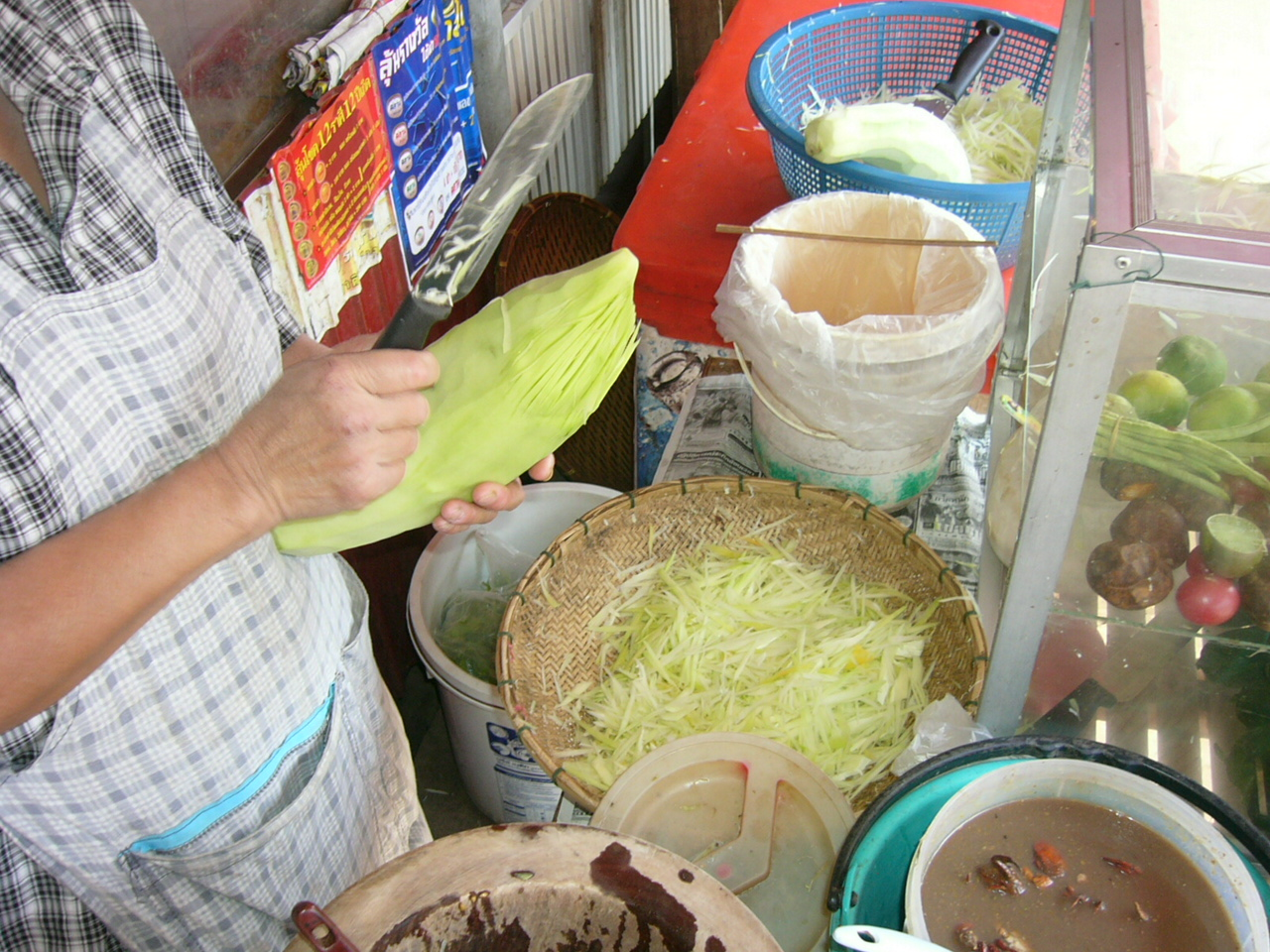
Taglio della papaya verde

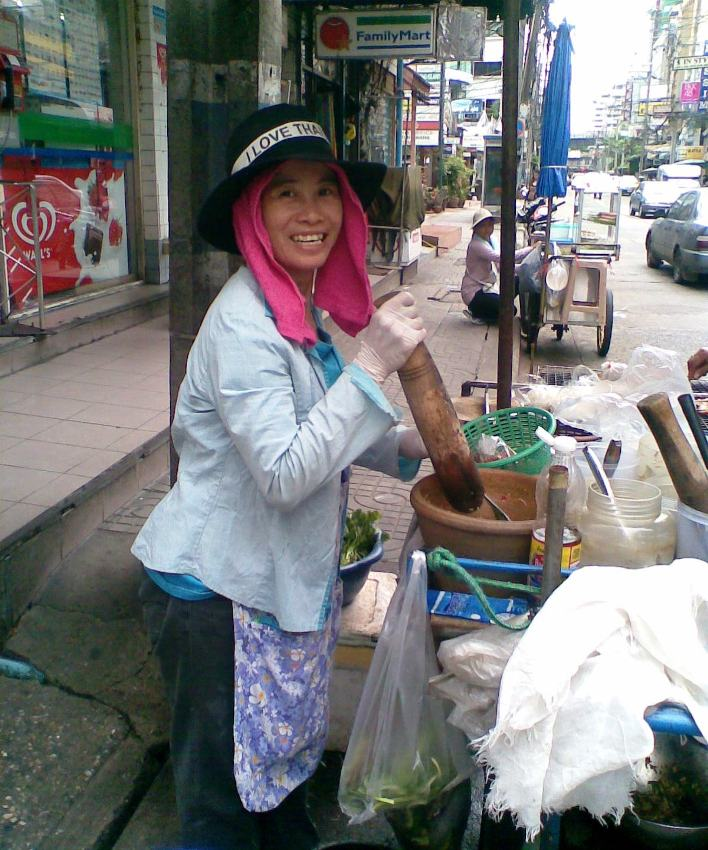
Venditrice ambulante di som tam pesta gli ingredienti in un mortaio

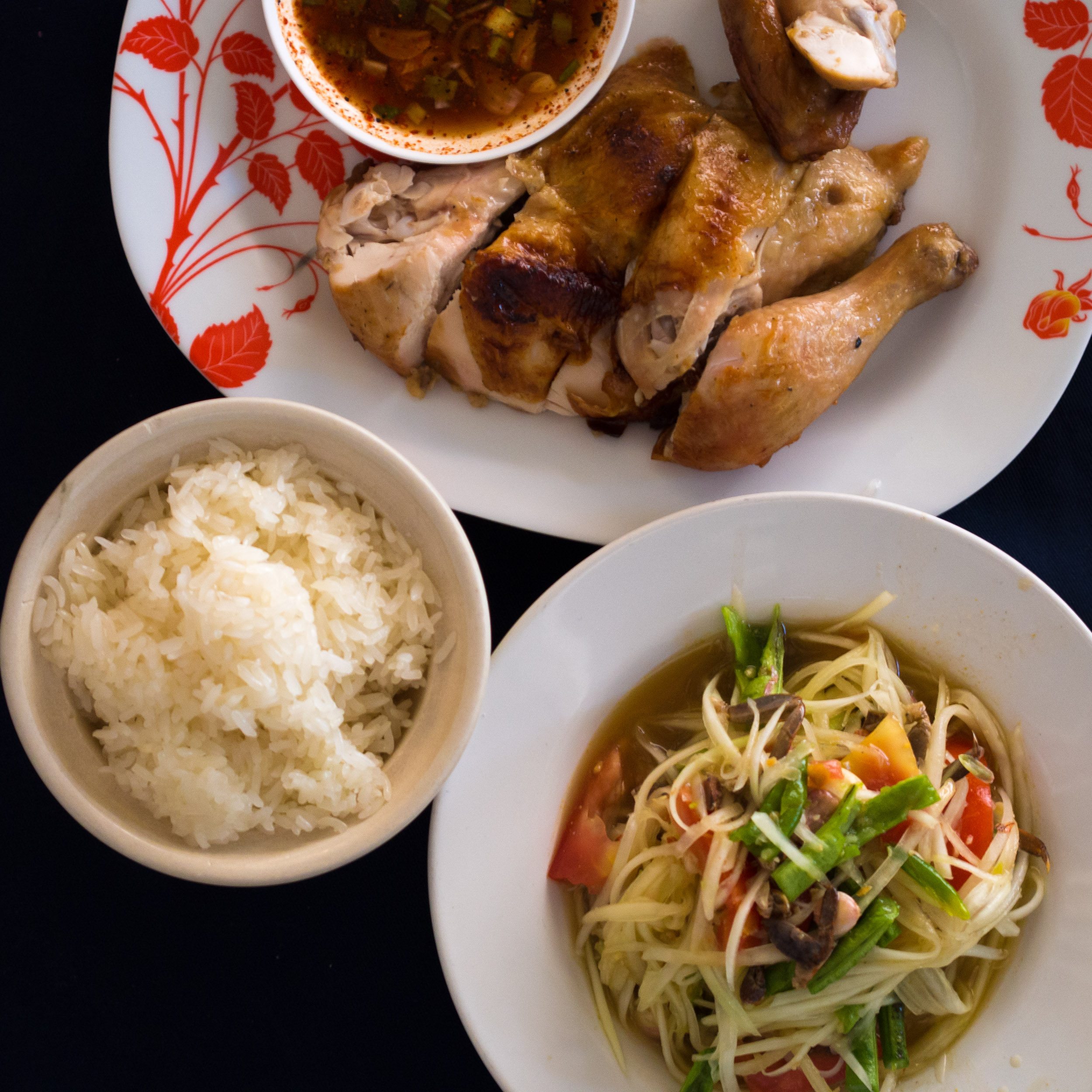
Insalata di papaya verde, riso glutinoso e pollo alla griglia

La papaya verde viene pelata e tagliata alla julienne con il caratteristico sistema che prevede il taglio del frutto quando è ancora intero. La polpa della papaya verde risulta croccante e compatta, caratteristiche che le permettono di non disfarsi una volta pestata e di mantenere le proprietà rinfrescanti. Dopo aver pestato in un mortaio i peperoncini e una parte delle arachidi, vengono aggiunti la papaya, gli altri ingredienti e si finisce di pestare.

### Varianti e ingredienti
Vi sono decine di differenti versioni di insalata di papaya verde, ma le più diffuse sono:
- Tam poo pla ra, la più popolare in Thailandia del Nordest e molto diffusa nel resto del paese. Gli ingredienti principali sono la salsa di pesce fermentato detta pla ra (pa dek in Laos), dall'odore particolarmente forte, papaya, pomodori, fagioli asparago (sottospecie sesquipedalis del fagiolo dall'occhio), melanzane, aglio, lime e peperoncini. In questa salsa vi sono inoltre i granchi (in salamoia) dei campi di riso, del genere Sayamia, Chulathelphusa ed Esanthelphusa della famiglia Parathelphusinae.[10][11] Si trovano nei campi di riso allagati e nei canali.
- Som tam thai, caratteristica delle altre regioni della Thailandia e più gradevole per i palati delicati, in cui il pla ra/pa dek viene sostituito con la meno aggressiva salsa di pesce; con l'aggiunta inoltre di arachidi, minuscoli gamberetti secchi, zucchero di palma, succo di tamarindo.[9]

Altre varianti meno popolari sono la som tam sua poo pla ra (con l'aggiunta di vermicelli di riso alla tam poo pla ra), la som tam khai kem (con l'aggiunta di uovo sodo presalato alla som tam thai), e altre ancora in cui la papaya verde viene sostituita da carote, o da mango acerbo, cetriolo o da altra frutta. Altri ingredienti che spesso vengono aggiunti sono la pasta di gamberetti (in thai: กะปิ kapi), l'aglio, la sorta di prugne chiamate Spondias mombin e le tradizionali piccole melanzane thailandesi.

## Servizio
L'insalata di papaya verde viene di solito accompagnata da riso glutinoso (khao niao sia in thai: ข้าวเหนียว che in laotiano: ເຂົ້າໜຽວ) e da pollo alla brace (in thai: ไก่ย่าง o ไก่ปิ้ง kai yang o kai ping e in laotiano: ປີ້ງໄກ່ pīng kai). Viene consumata anche come piatto unico, spesso accompagnata dal solo riso glutinoso. Il cliente deve avere l'accortezza di richiedere il numero di peperoncini che gradisce siano aggiunti; alcuni tra gli stessi thailandesi la chiedono senza peperoncino, ma normalmente viene preparata molto piccante. Oltre che nei ristoranti, viene di solito venduta in Thailandia da ambulanti di origine del Nordest che la preparano su carretti spinti a mano insieme al pollo alla brace e la vendono con il riso glutinoso; in questi casi raramente vi sono sedie e tavoli dove consumarla e si compra come cibo di strada e da asporto.

## Galleria d'immagini

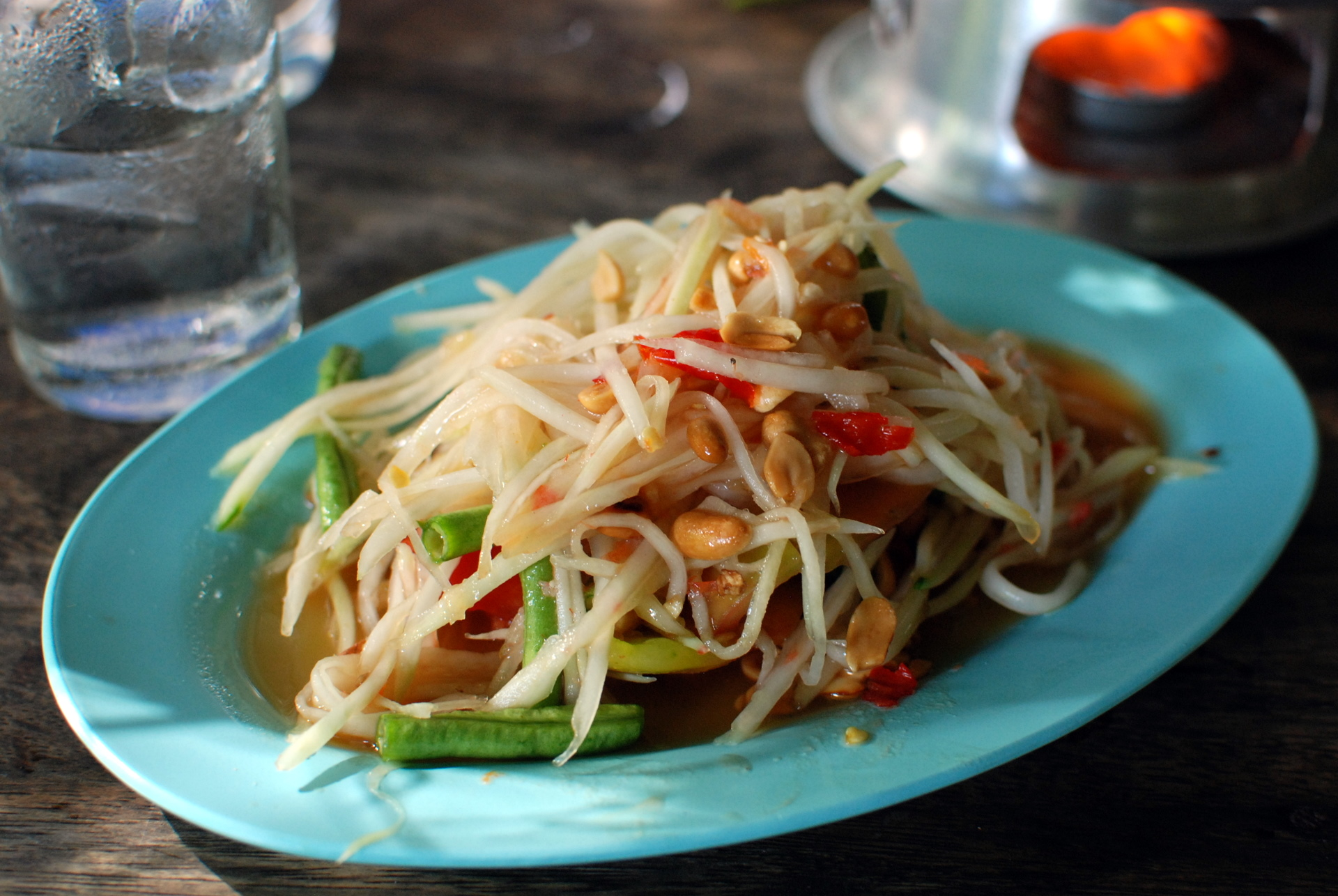
Som tam thai, classica som tam con arachidi
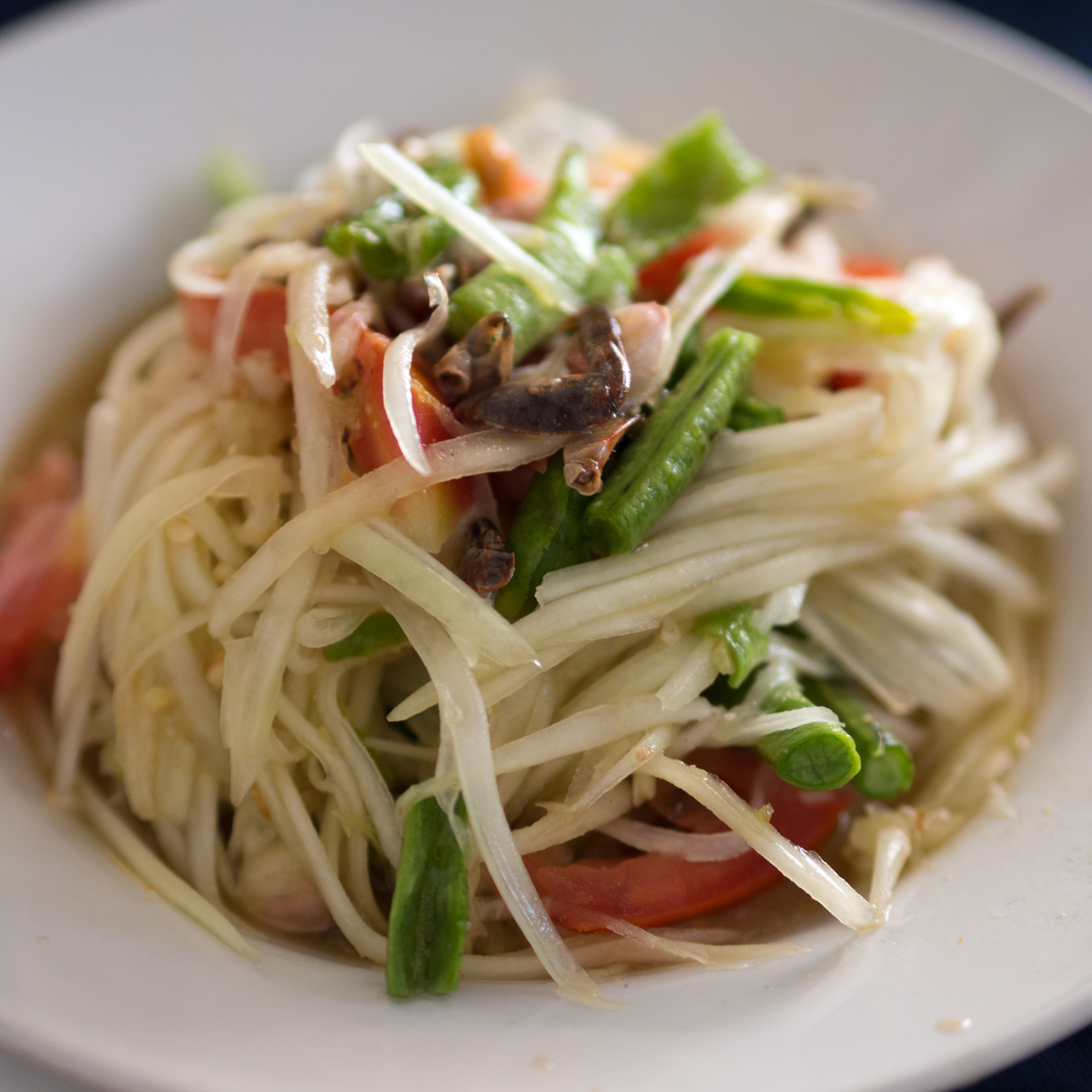
Som tam poo, con granchi di risaia
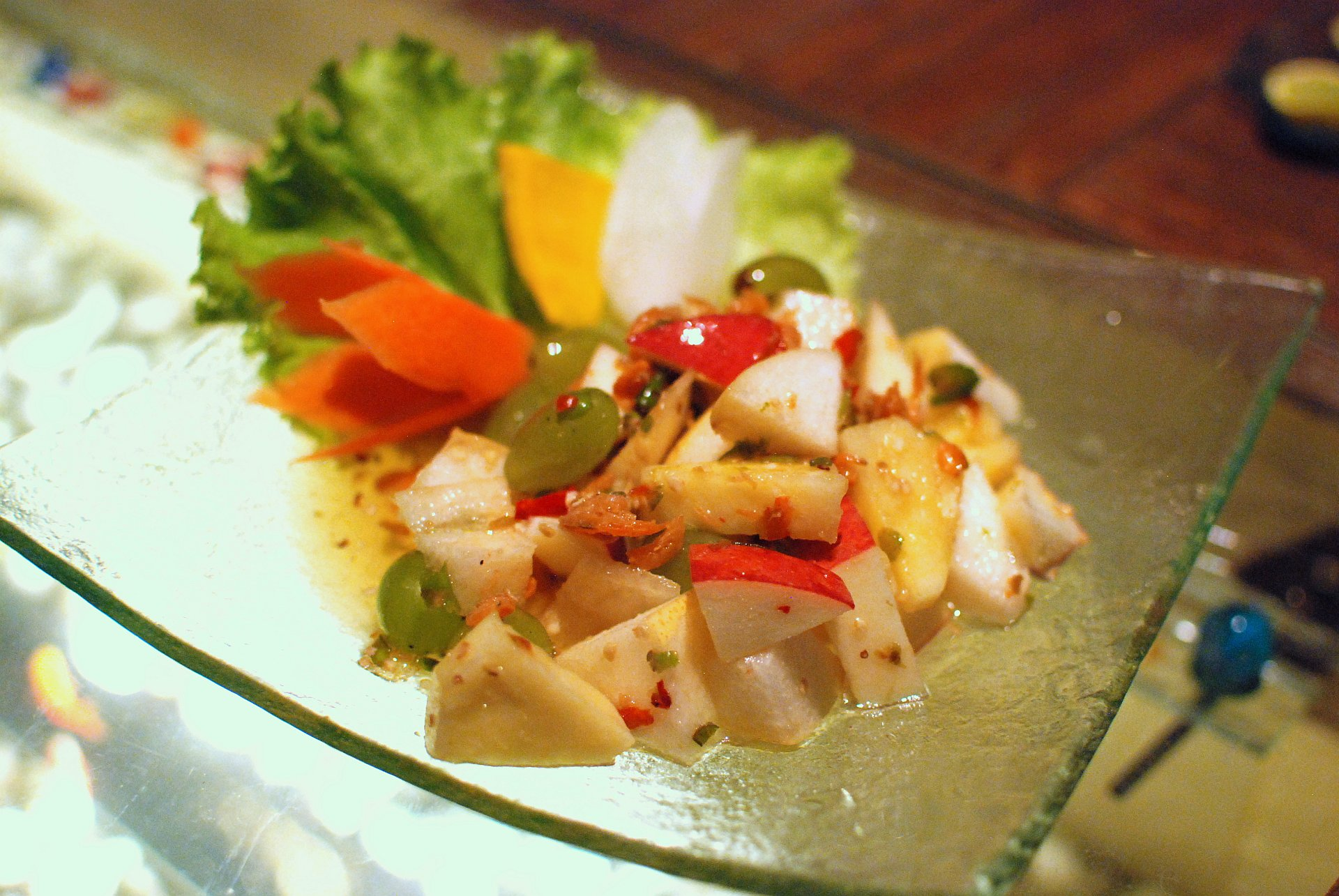
Tam phonlamai ruam, con frutta varia
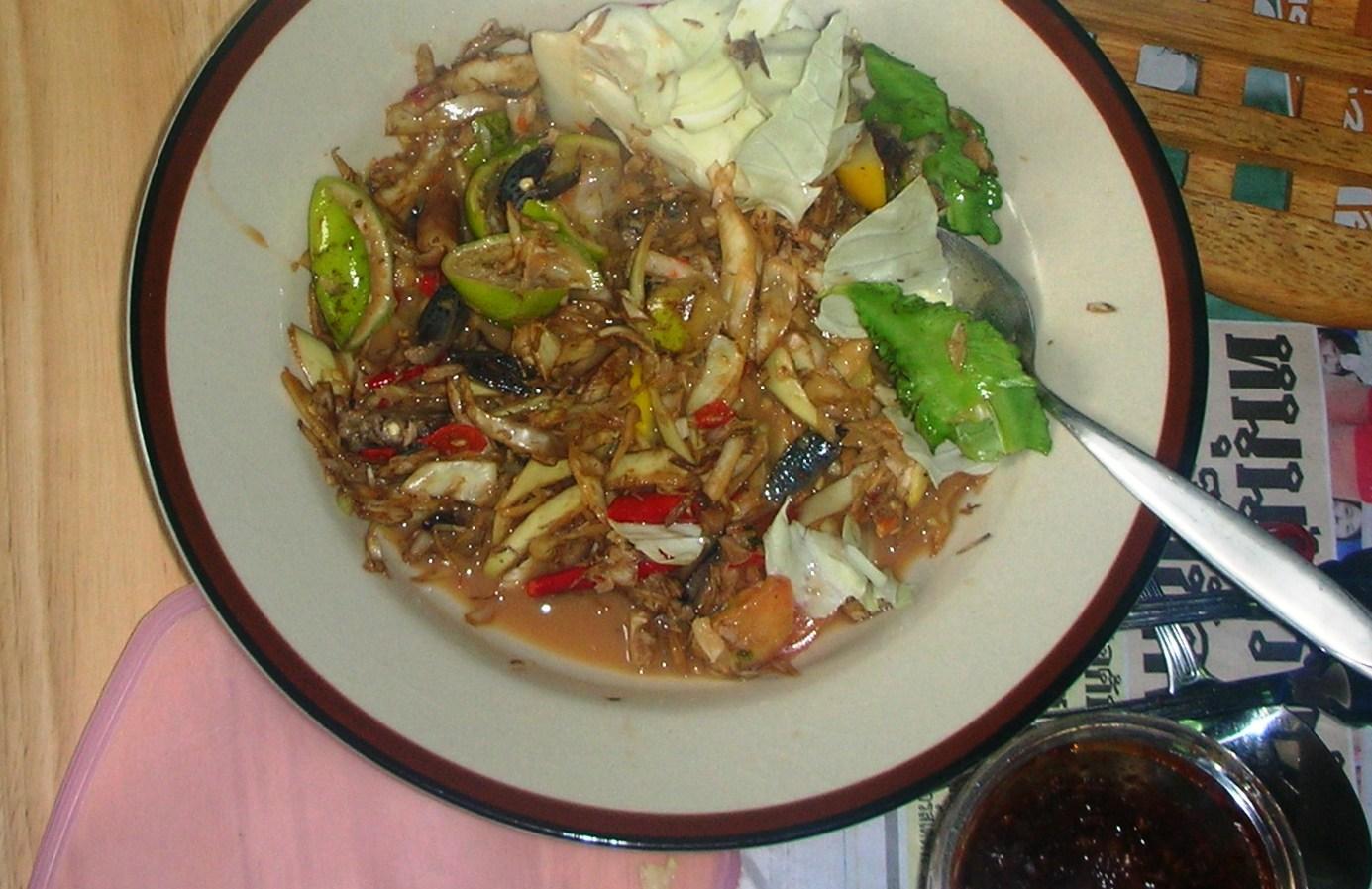
Tam hua pli, con fiore di banana
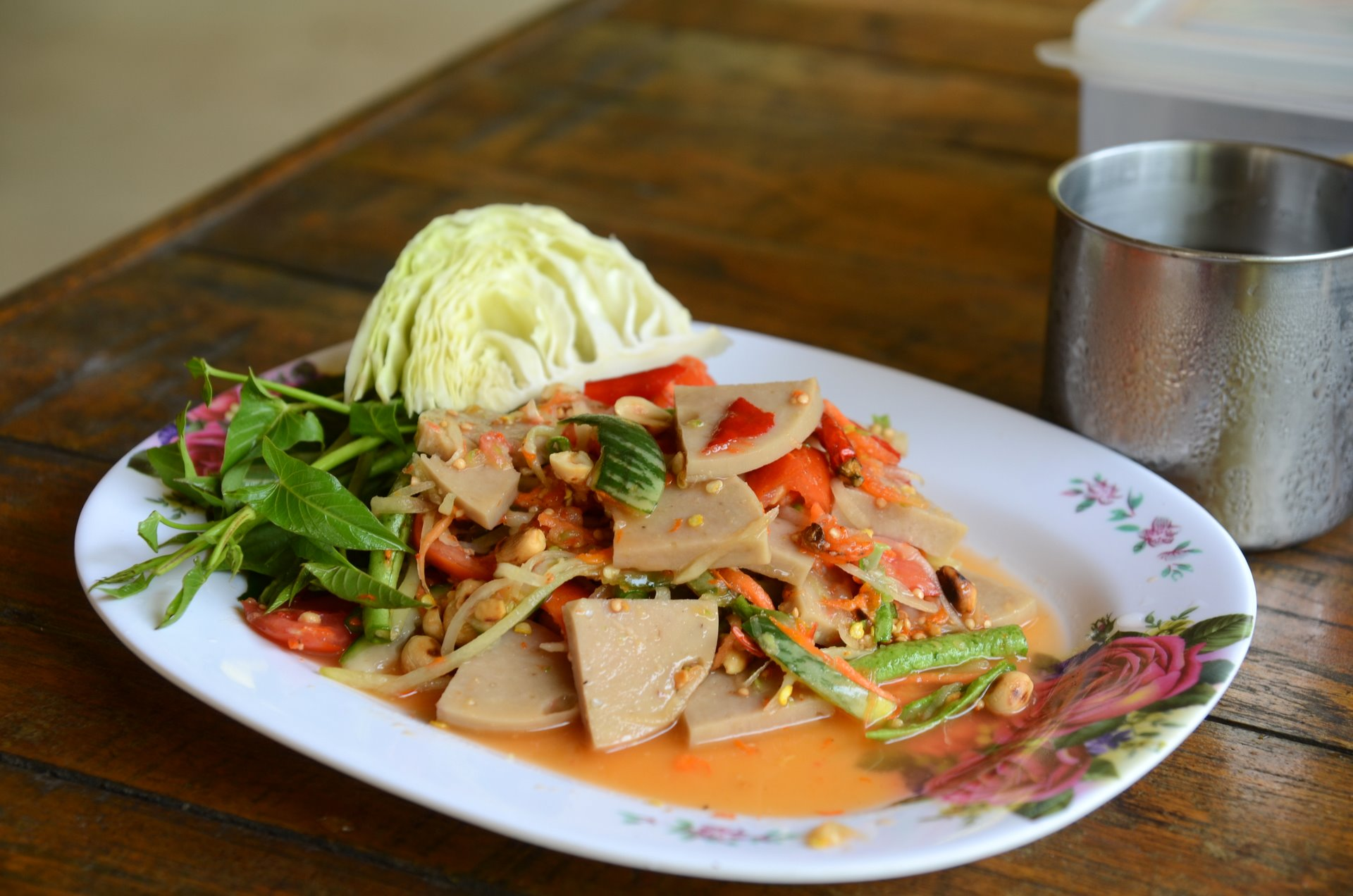
Tam mu yo, con la mortadella di maiale mu yo
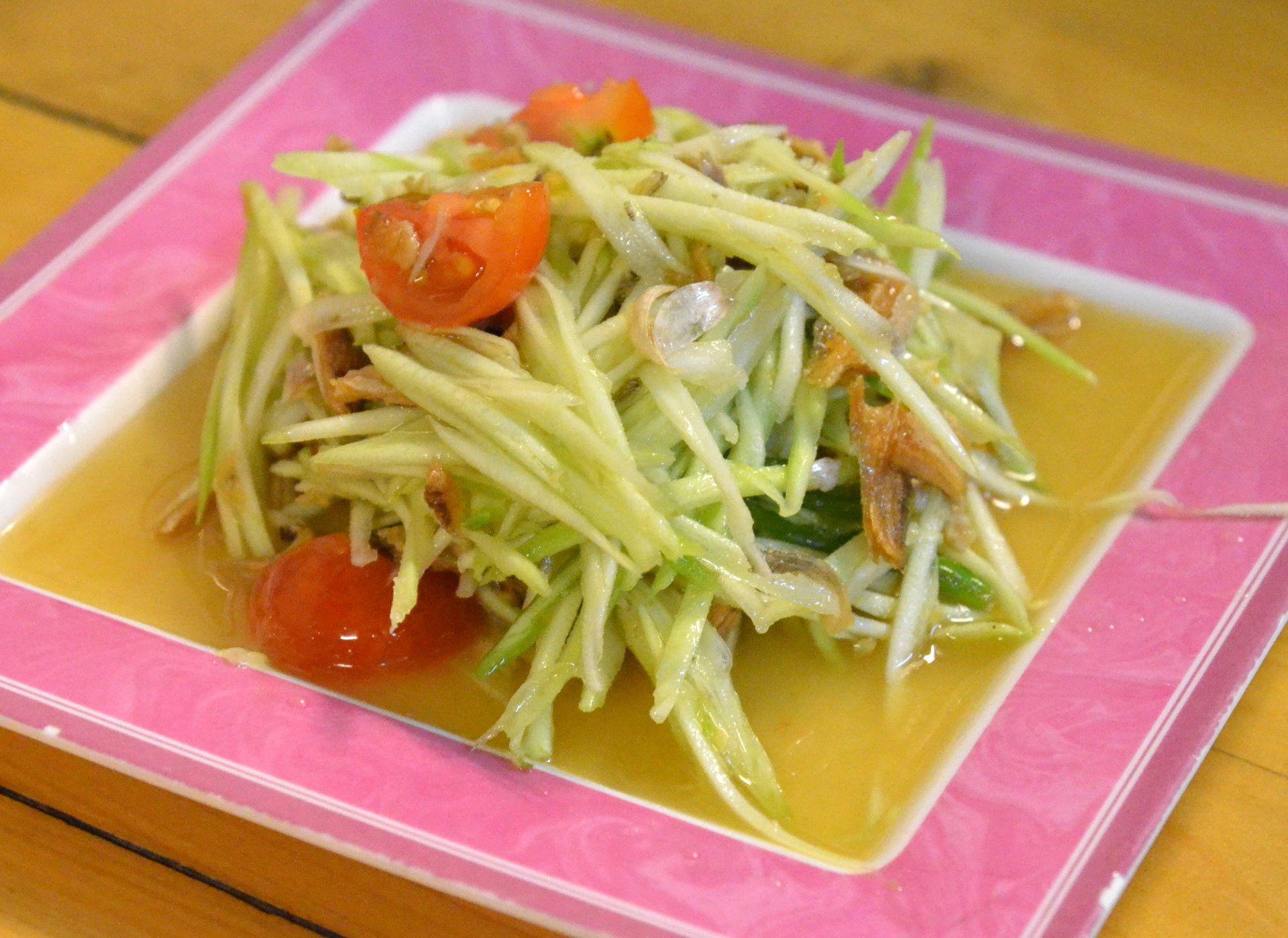
Tam mamuang pla haeng thot, con mango acerbo al posto della papaya e acciughe
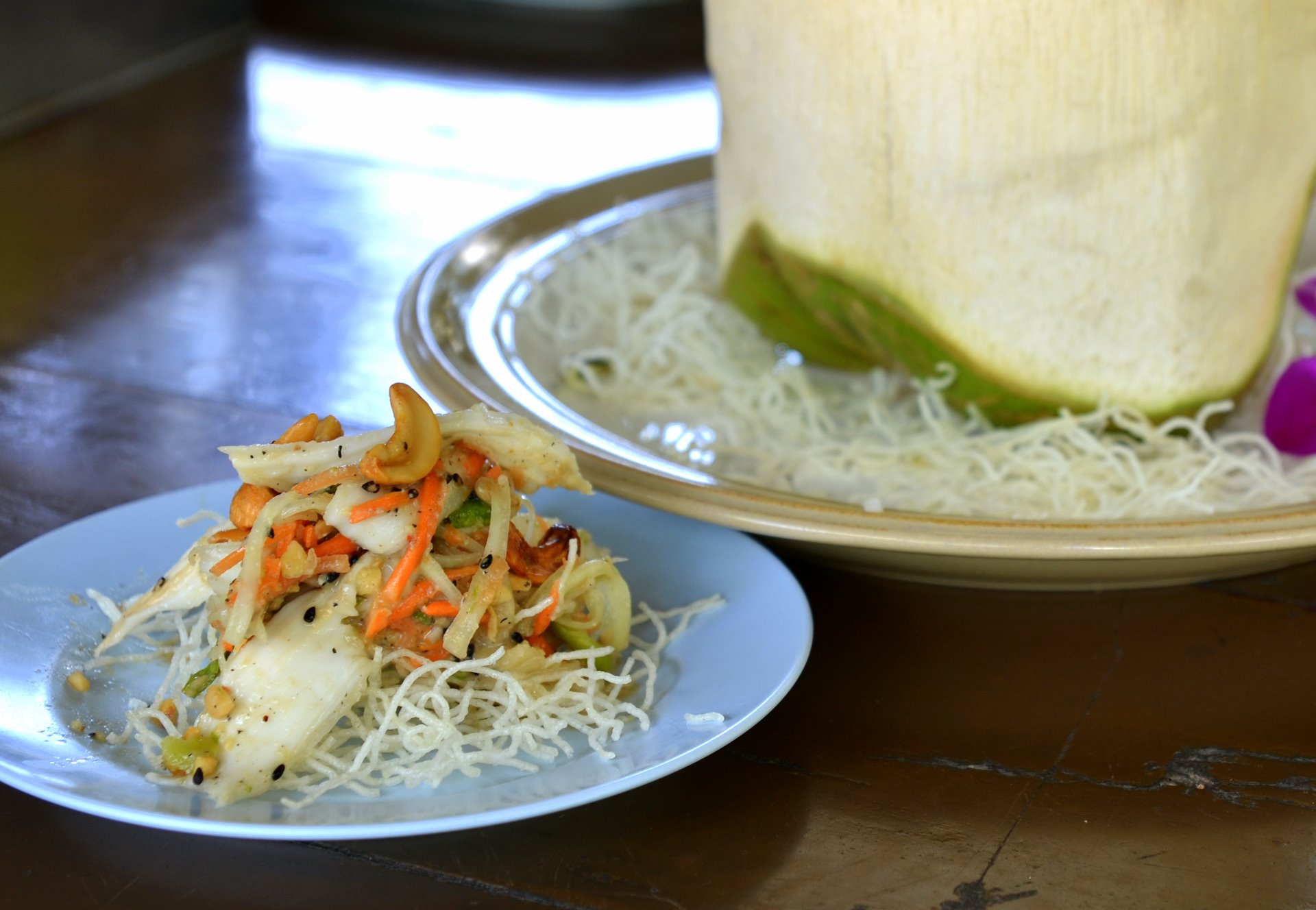
Tam maphrao con sen mi krop, con polpa molle di noce di cocco e vermicelli di riso fritti